# جورج كونور (لاعب كرة قدم أمريكية)
جورج كونور (بالإنجليزية: George Connor) هو لاعب كرة قدم أمريكية أمريكي، ولد في 21 يناير 1925 في شيكاغو في الولايات المتحدة، وتوفي بنفس المكان في 31 مارس 2003.

## وصلات خارجية
- جورج كونور على موقع مرجع كرة القدم المحترفة.كوم (الإنجليزية)
- جورج كونور على موقع إن إن دي بي (الإنجليزية)